# Ayano Uema
Ayano Uema (上間 綾乃, Uema ayano) est une auteur-compositrice-interprète de musique d'Okinawa japonaise, née le 26 septembre 1985 à Uruma, Okinawa. 

## Discographie

### Albums
- 2006 : Negai hoshi (　願い星　　)
- 2009 : Ma Jun (　まじゅん　　)
- 2012 : Uta-sha (　唄　者　　)
- 2013 : Niraikanai (　ニライカナイ　)
- 2017 : Taminouta (   タミノウタ   )

### Singles
- 2013 : Soranju (　ソランジュ　)